# Jonas Varkala
Jonas Varkala (* 23. März 1951 in Pažėrai, Rajongemeinde Prienai) ist ein litauischer katholischer Geistlicher und Politiker, Leiter der Partei Drąsos kelias. 

## Leben
Ab 1958 besuchte Varkala die Schule Išlaužas und danach die Grundschule Kudirkos. 
Von 1966 bis 1969 machte er die Abitur an der Mittelschule Prienai. Danach litt Varkala an Lungentuberkulose und wurde einige Jahre behandelt.
1972 lernte er an der 28. Technikschule Kaunas und arbeitete im Werk „Neris“.
Von 1975 bis 1980 absolvierte er das Studium am Priesterseminar Kaunas und wurde zum Priester geweiht.
Von 1980 bis 2012 arbeitete er als Vikar und Pfarrer in A. Panemunė, Meteliai, Santaika, Pakuonis und zuletzt in Garliava (in der Hl. Dreifaltigkeitsgemeinde).
2012 bekam er die Suspense (von Erzbischof Kaunas). Oktober 2012 wurde er zum Seimas mit Drąsos kelias ausgewählt.
Varkala spricht Litauisch und Russisch.